# Łuk Klaudiusza
Łuk Klaudiusza – niezachowany do czasów współczesnych łuk triumfalny, wzniesiony w Rzymie w latach 51–52 n.e. dla uczczenia podboju Brytanii przez cesarza Klaudiusza. Budowla ta znajdowała się na via Lata, w pobliżu dzisiejszego Palazzo Sciarra. Łuk służył jednocześnie jako podstawa przebiegającego nad ulicą akweduktu Aqua Virgo.
Na podstawie przedstawień umieszczonych na monetach wiadomo, że na szczycie łuku stał konny posąg Klaudiusza, po którego obu stronach umieszczone były trofea. Budowla została zniszczona najpewniej w VIII, lub najpóźniej IX wieku. Do dziś zachowały się fragmenty inskrypcji oraz zdobiących łuk reliefów, odnalezione w częściach podczas wykopalisk archeologicznych w 1562, 1641, 1869 i 1925 roku, obecnie znajdujące się w Pallazo dei Conservatori (część Muzeów Kapitolińskich.

Znany jest fragment inskrypcji pochodzącej z tej budowli, która po uzupełnieniu brzmi: 

TI·CLAVDIO·DRVSI·F·CAISARI

AVGVSTO·GERMANICO

PONTIFICI·MAXIM·TRIB·POTESTAT·XI

COS·V·IMP·XXII·CENS·PATRI·PATRIAI

SENATVS·POPULUSQUE·ROMANVS·QVOD

REGES·BRITANNORVM·XI·DEVICTOS·SINE

VLLA·IACTVRA·IN·DEDITIONEM·ACCEPERIT

GENTESQVE·BARBARAS·TRANS·OCEANVM

PRIMVS·INDICIONEM·POPVLI·ROMANI·REDEGERIT 